# Михейковское сельское поселение
Михейковское сельское поселение — муниципальное образование в составе Ярцевского района Смоленской области России.
Административный центр — деревня Михейково.
Глава поселения и председатель михейковского сельского Совета — Авилов Борис Витальевич. Глава администрации — Басюль Вера Ефимовна.

## Географические данные
- Расположение: центральная часть Ярцевского района
- Граничит:
  - на северо-востоке и востоке — с Зайцевским сельским поселением
  - на юго-востоке — с Суетовским сельским поселением
  - на юге — с Ярцевским городским поселением
  - на юго-западе — с Мушковичским сельским поселением
  - на западе — с Духовщинским районом
- Крупные реки: Царевич, Вотря.

## История
Образовано Законом Смоленской области от 28 декабря 2004 года. Законом Смоленской области от 25 мая 2017 года, в Михейковское сельское поселение с 5 июня 2017 года были включены все населённые пункты упразднённого Зайцевского сельского поселения.

## Население
| 2007  | 2011  | 2012  | 2013  | 2014  | 2015  | 2016  |
| ----- | ----- | ----- | ----- | ----- | ----- | ----- |
| 1314  | ↘1223 | ↗1235 | ↘1231 | ↘1226 | ↘1202 | ↘1180 |
| 2017  | 2018  | 2019  | 2020  | 2021  |       |       |
| ↘1158 | ↗1501 | ↘1472 | ↘1437 | ↘1410 |       |       |

## Населённые пункты
В состав поселения входят следующие 13 населённых пунктов:
| №  | Населённый пункт | Тип     | Население |
| -- | ---------------- | ------- | --------- |
| 1  | Бортники         | деревня | 3         |
| 2  | Бочарники        | деревня | 12        |
| 3  | Зайцево          | деревня | 310       |
| 4  | Колковичи        | деревня | 58        |
| 5  | Михейково        | деревня | 1083      |
| 6  | Приселье         | деревня | 9         |
| 7  | Самуйлово        | деревня | 4         |
| 8  | Скачихино        | деревня | 16        |
| 9  | Скачково         | деревня | 8         |
| 10 | Труново          | деревня | 13        |
| 11 | Холм             | деревня | 6         |
| 12 | Чистая           | деревня | 92        |
| 13 | Шишкино          | деревня | 17        |

Упразднённые населённые пункты
- деревня Потапово
- деревня Кровопусково.

## Экономика
Сельхозпредприятия, магазины.